# Beni Rached
Beni Rached là một đô thị thuộc tỉnh Chlef, Algérie. Dân số thời điểm năm 2002 là 21.069 người.